# Balones
Balones község Spanyolországban, Alicante tartományban. Lakosainak száma 131 fő (2024). Balones Almudaina, Benimassot, Gorga, Millena, Quatretondeta és Planes községekkel határos.

## Népesség
A település lakosságának változását az alábbi diagram mutatja:
| Lakosok száma | 184  | 171  | 160  | 163  | 162  | 139  | 129  | 131  | 134  | 131  |
|               | 2001 | 2004 | 2006 | 2009 | 2011 | 2014 | 2016 | 2019 | 2021 | 2024 |